# Wariat na wolności
Wariat na wolności (ang. Crazy on the Outside) – amerykańska komedia kryminalna z 2010 roku w reżyserii Tima Allena. Wyprodukowany przez Freestyle Releasing.

## Fabuła
Tommy Zelda (Tim Allen) wychodzi z więzienia, gdzie trafił za łamanie praw autorskich i handel pirackimi kopiami. Nie chce wracać do dawnego biznesu mimo zachęt dawnego wspólnika (Ray Liotta). Kuratorka nakłania go do obowiązkowej pracy w fast foodzie. Tommy ma jednak inne plany.

## Obsada
- Tim Allen jako Tommy Zelda
- Jeanne Tripplehorn jako Angela Papadopolous
- Sigourney Weaver jako Vicky
- J.K. Simmons jako Ed
- Ray Liotta jako Gray
- Kelsey Grammer jako Frank
- Julie Bowen jako Christy
- Karle Warren jako Alex Luboja
- Malcolm Goodwin jako Rick
- Kenton Duty jako Ethan Papadopolous
- Meeghan Holaway jako Tina
- Jon Gries jako Edgar
- Daniel Booko jako Cooper Luboja
- Evelyn Iocolano jako Denise
- Jeff Kueppers jako Steve
- John Hayden jako sędzia Pierce
- Jean St. James jako pani Pierce